# Klaus Eberhartinger

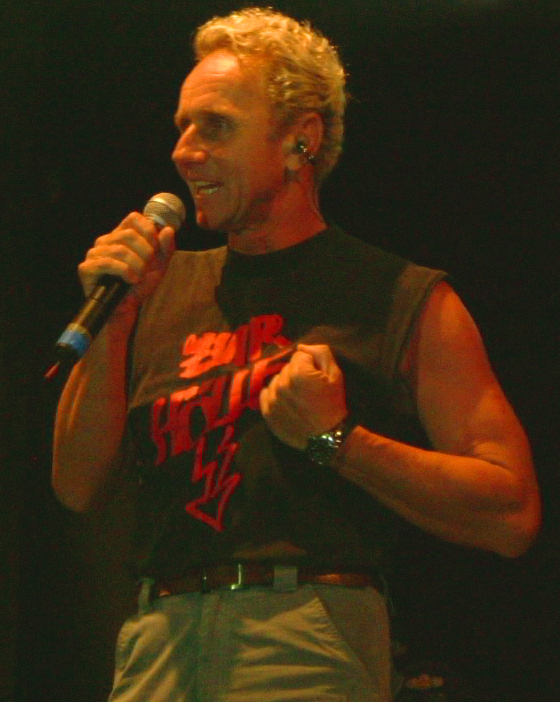
Klaus Eberhartinger bij een optreden van EAV (2004).

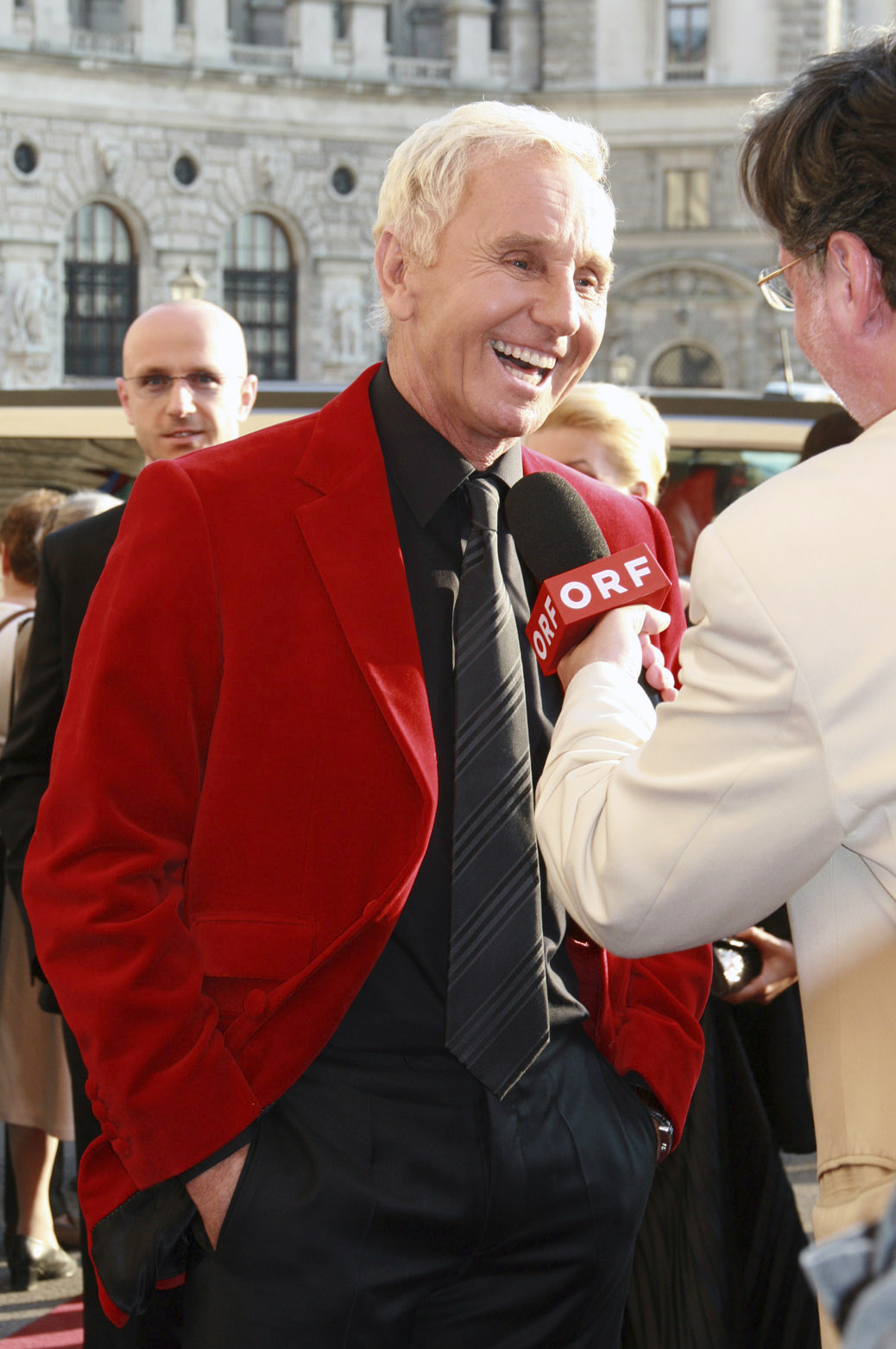
Klaus Eberhartinger in Wenen (2009)

Klaus Eberhartinger (* Gmunden, 12 juni 1950) is een Oostenrijkse zanger. Hij is vooral bekend geworden als de zanger van Erste Allgemeine Verunsicherung (EAV). Daarnaast heeft hij een tijdelijke rol gespeeld in het toneelstuk Der Watzmann ruft.
Hij groeide op in Braunau am Inn, waar hij in 1968 zijn eindexamen van de middelbare school haalde. Vervolgens verbleef hij gedurende een jaar in de Verenigde Staten en begon daarna in Graz aan een studie medicijnen. In Graz kreeg hij een relatie met de zus van Thomas Spitzer, een van zijn latere bandgenoten bij EAV. Na zijn studie te hebben onderbroken had hij een aantal tijdelijke banen in München en spaarde voor een Land Rover, waar hij uiteindelijk mee naar Afrika reisde. Terug in Oostenrijk hervatte hij zijn studie, waarna hij zich in 1981 bij EAV aansloot. In 1985 werd Klaus' zoon Christoph geboren.
Sinds het midden van de jaren 90 verblijft Klaus Eberhartinger ongeveer de helft van het jaar in Kenia, waar ook Thomas Spitzer een huis heeft.